# 阿姆罗哈
阿姆罗哈（Amroha），是印度北方邦Jyotiba Phule Nagar县的一个城镇。总人口164890（2001年）。

## 人口
该地2001年总人口164890人，其中男性86836人，女性78054人；0—6岁人口25258人，其中男13124人，女12134人；识字率43.69%，其中男性为48.73%，女性为38.07%。